# 良子と羽衣の姫様放送局
良子と羽衣の姫様放送局 （りょうことういのひめさまほうそうきょく） は、テレビアニメ『姫様ご用心』に関連するインターネットラジオ番組。番組の肩書きは「オリジナル美少女ギャグラジオ番組」。
パーソナリティは、椿姫子役の新谷良子と、ナーナ役の宮崎羽衣。構成作家は、伊福部崇。

## 番組概要
- 放送期間：2006年3月31日 - 12月29日(全40回)
- 配信サイト：BEAT☆Net Radio!、AZステーション、アニスタ.TV、公式ホームページ
- 配信日：毎週金曜日(変更あり)
- 提供：バンダイビジュアル、ランティス

## コーナー
ナーナの1minute!
アニメ本編ではナーナ語しか喋れずストレスが溜まっているであろう宮崎羽衣に1分間喋りまくってもらうコーナーという建前で、難しいお題を出された宮崎羽衣が困ったり、とんちんかんな意味をでっち上げて適当なトークをする様子を楽しむコーナー。
パンがなければ…
「○○がなければ○○すればいいのに」の○○に当てはまる部分を別々にリスナーから募集し、くじ引きで組み合わせて新しい名言を作るコーナー。
姫様からのお達し
アニメ本編や番組に関する告知コーナー。
ナーナの1minute!人生相談
誰かの人生相談をしてあげたいという宮崎羽衣ちゃんの願いをかなえるためのコーナー。

## ゲスト
| 放送回 | ゲスト出演者 | 備考       |
| ------ | ------------ | ---------- |
| 第11回 | 多田野曜平   |            |
| 第12回 | 多田野曜平   |            |
| 第13回 | 沢城みゆき   | (公開録音) |
| 第14回 | 沢城みゆき   | (公開録音) |
| 第16回 | 吉住梢       | (公開録音) |
| 第29回 | 多田野曜平   | (公開録音) |
| 第30回 | 多田野曜平   | (公開録音) |
| 第40回 | 多田野曜平   | (公開録音) |